# Harakat-e Islami-yi Afghanistan
Afghanistans islamiska rörelse (persiska: حرکت اسلامی افغانستان, Harakat-e Islami-yi Afghanistan) är ett politiskt parti och tidigare fraktion av Norra Alliansen som spelade en viktig roll i kriget som följde på den Sovjetiska invasionen av Afghanistan 1978. Rörelsen är ett registrerat politiskt parti i Afghanistan. Rörelsen leddes av ayatollah Muhammad Asif Muhsini från att den grundades 1978 till 2005 då han efterträddes av Said Mohammad Ali Jawid.

## Bakgrund
Rörelsen grundades som en politisk organisering av Shiiter.

## Historia
Under åttiotalet kämpade rörelsen mot den sovjettrogna regimen i Kabul.Under talibanernas styre förenades rörelsen med Norra Alliansen. Efter den amerikanska ockupationen av Afghanistan delades rörelsen upp i två delar. En utbrytningsfraktion bildade Folkpartiet islamiska rörelse Afghanistan.
I februari 2005 avgick Muhsini som ledare för rörelsen. Said Mohammad Ali Jawid, som tjänstgjorde i Hamid Karzai första kabinett 2001, blev den nya ledaren för rörelsen. I april 2005 gick rörelsen med i National förståelsefronten i Afghanistan, en front som bestod av 12 partier.